# Église de l'Intercession-de-la-Vierge d'Izmaïlovo
L'église de l'Intercession-de-la-Vierge d'Izmaïlovo (en russe : Храм Покрова Пресвятой Богородицы в Измайлове) est une église orthodoxe du diocèse (éparchie) de la ville de Moscou, en Russie.
Elle se situe dans le raïon d' Izmaïlovo du district administratif est de la ville de Moscou, (sur l'île de l'étang de la vigne d'argent (Serebriano-Vinogradni proud). L'autel principal de l'église est consacré à la fête de l'Intercession de la Mère de Dieu.

## Histoire
À la fin du XVe siècle, début du XVIe siècle, se trouvait une église en bois à l'emplacement de l'église de l'Intercession. Elle a vraisemblablement été incendiée lors de l'invasion par le khan de Crimée Devlet Ier Giray. C'est le boyar Nikita Ivanovitch Romanov qui fait construire une nouvelle église en bois à trois nefs à la fin des années 1610, début des années 1620.
L'église en pierre a été édifiée dans le domaine du tsar d'Izmaïlovo durant la seconde moitié du XVIIe siècle par les tsars Alexis Ier et Fédor III. Ce sont des maîtres de Kostroma, les frères Medvedev, qui ont travaillé sous les ordres de l'architecte Ivan Kouznetchik pour réaliser ce monument. L'église est consacrée en 1679 par Joachim de Moscou, en présence du tsar Fédor III. Sa composition est destinée à affirmer la puissance de l'État et les goûts des milieux dirigeants. Elle frappe par ses dimensions monumentales. C'est un bâtiment à trois nefs construit en brique avec une partie en pierre blanche, le tout couronné de cinq coupoles. Le diamètre de la coupole centrale est de 8,5 m. Les tambours percés de fenêtres laissent passer des flots de lumière comme à la Cathédrale de la Dormition de Moscou. Les extérieurs de l'édifice, dont les arcs de voûtes et les frises de tambours, sont décorés de tuiles en faïence de différentes couleurs (parmi celles-ci, sont dues aux maîtres Stepan Poloubes et Ignat Maximov, les motifs en œil de paon ainsi que divers ornements floraux). À l'intérieur de l'église, quatre piliers soutiennent les voûtes suivant la tradition; le volume est réparti entre trois absides; la décoration intérieure a été perdue au cours de l'histoire ,.

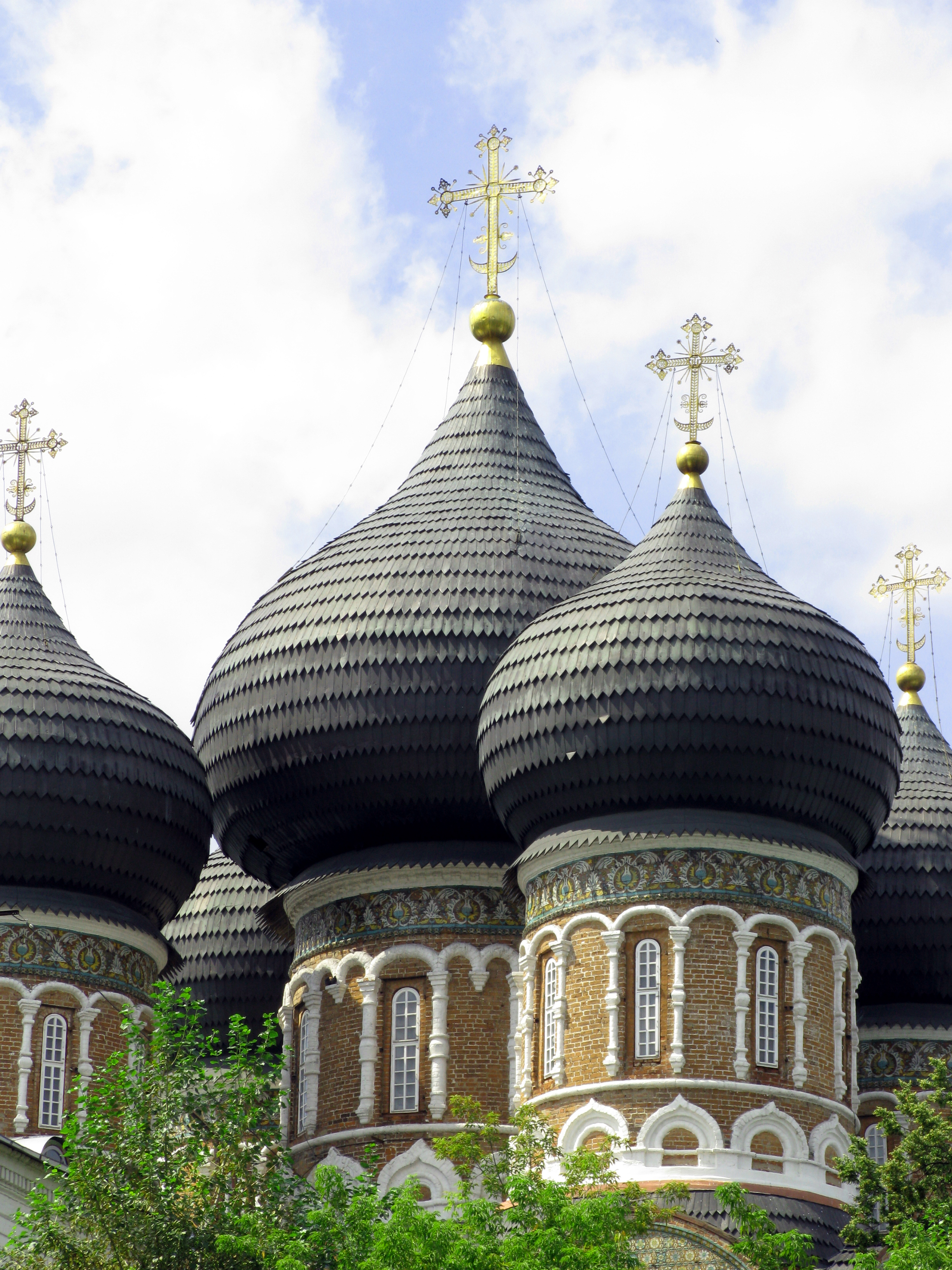
Décorations des tambours en faïence

Après 1812, quand l'édifice a été lourdement endommagé pendant la Campagne de Russie de Napoléon Ier, il est utilisé pour les anciens combattants invalides de guerre (à la suite de guerres ultérieures au cours du XIXe siècle l'architecte Constantin Thon participe à la reconstruction du domaine d'Izmaylovo Estate (en)).
À l'époque soviétique, l'église est fermée et transformée en asile pour vieillards à partir de 1918. Puis elle est destinée à l'entreposage des archives du NKVD. Les icônes les plus précieuses du XVIIe siècle et l'iconostase à cinq registres disparaissent presque toutes. Enfin, l'église est transformée en entrepôt de fruits et les icônes de l'iconostase qui restent servent d'étagères pour créer des rayons (en 1960 toutefois, ces icônes qui servaient d'étagères ont été données au Musée central de la culture et de la peinture russe ancienne Andreï Roublev. En 1970-1980, l'église sert encore d'entrepôt pour un institut de recherche. Puis elle est aménagée en salle de concert.
Depuis 1990, l'église est rouverte au culte et quelques icônes ont été récupérées. En 2001-2002, une nouvelle iconostase a été réalisée.

## Objets sacrés
Un sanctuaire contenant des reliques de saints se trouve dans l'église :
- Ambroise d'Optina ;
- martyr Acace de Byzance;
- prêtre et martyr Charalampe de Magnésie;
- mégalomartyr Pantaléon de Nicomédie;
- mégalomartyr Théodore Tiron;
- un morceau du Chêne de Mambré.

## Photos

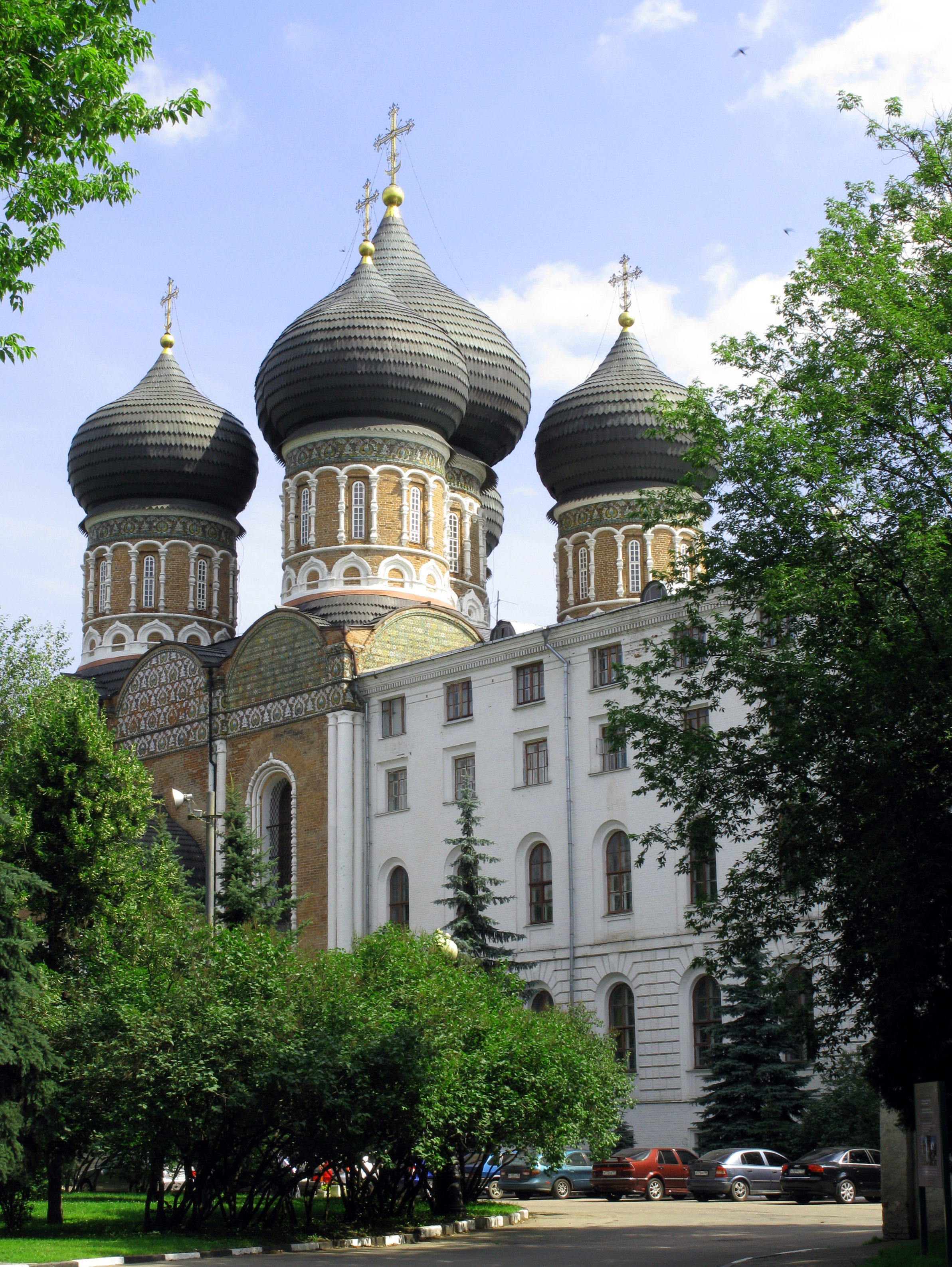
Église de l'Intercession
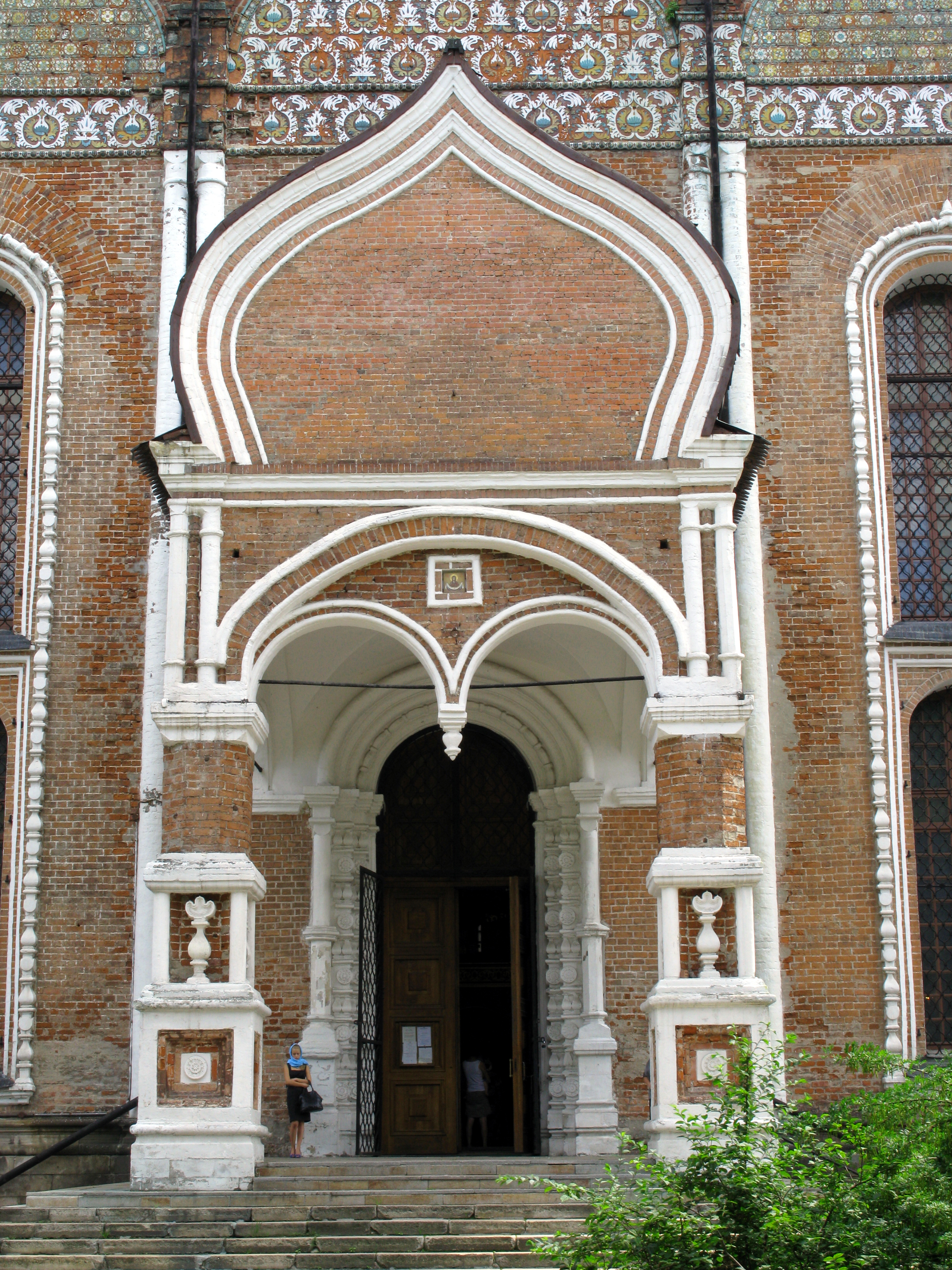
Église de l'Intercession, porche d'entrée
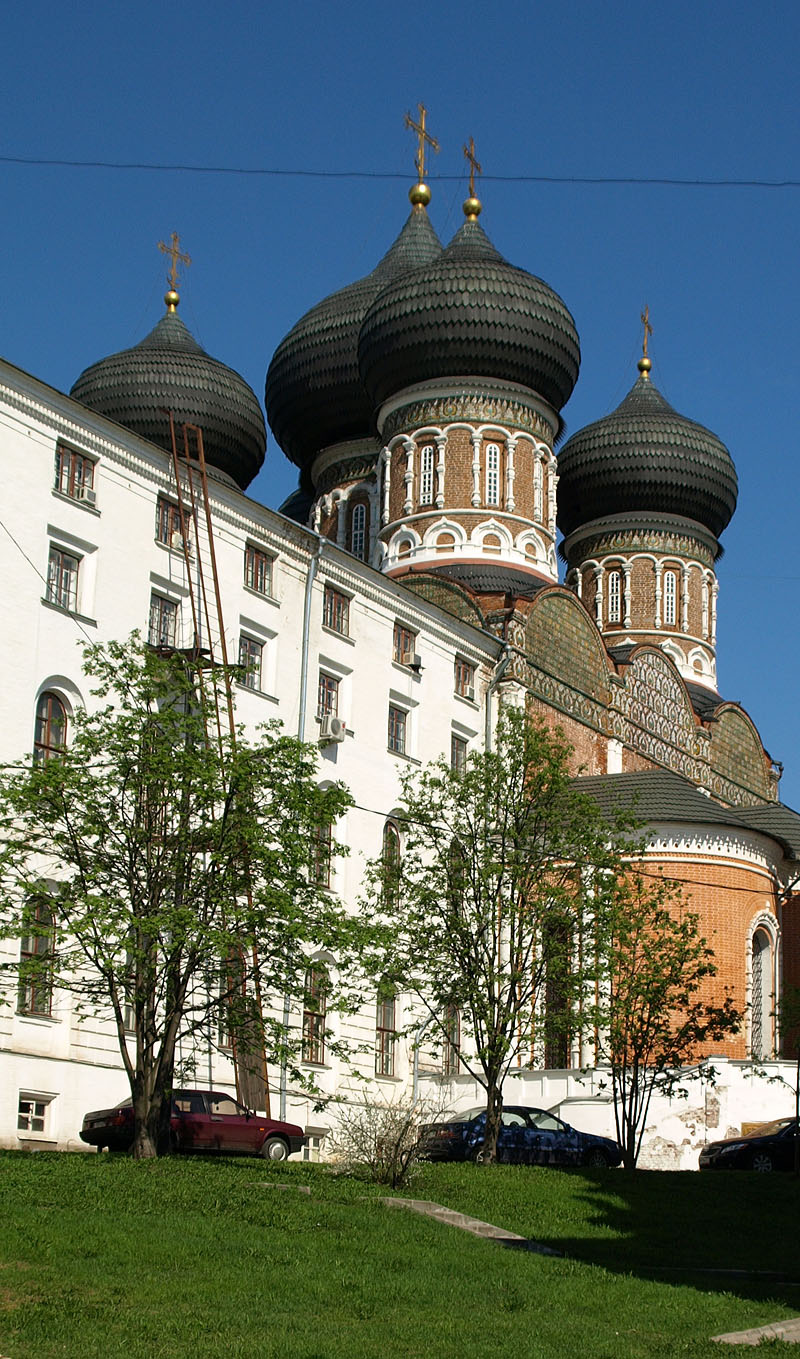
Église de l'Intercession
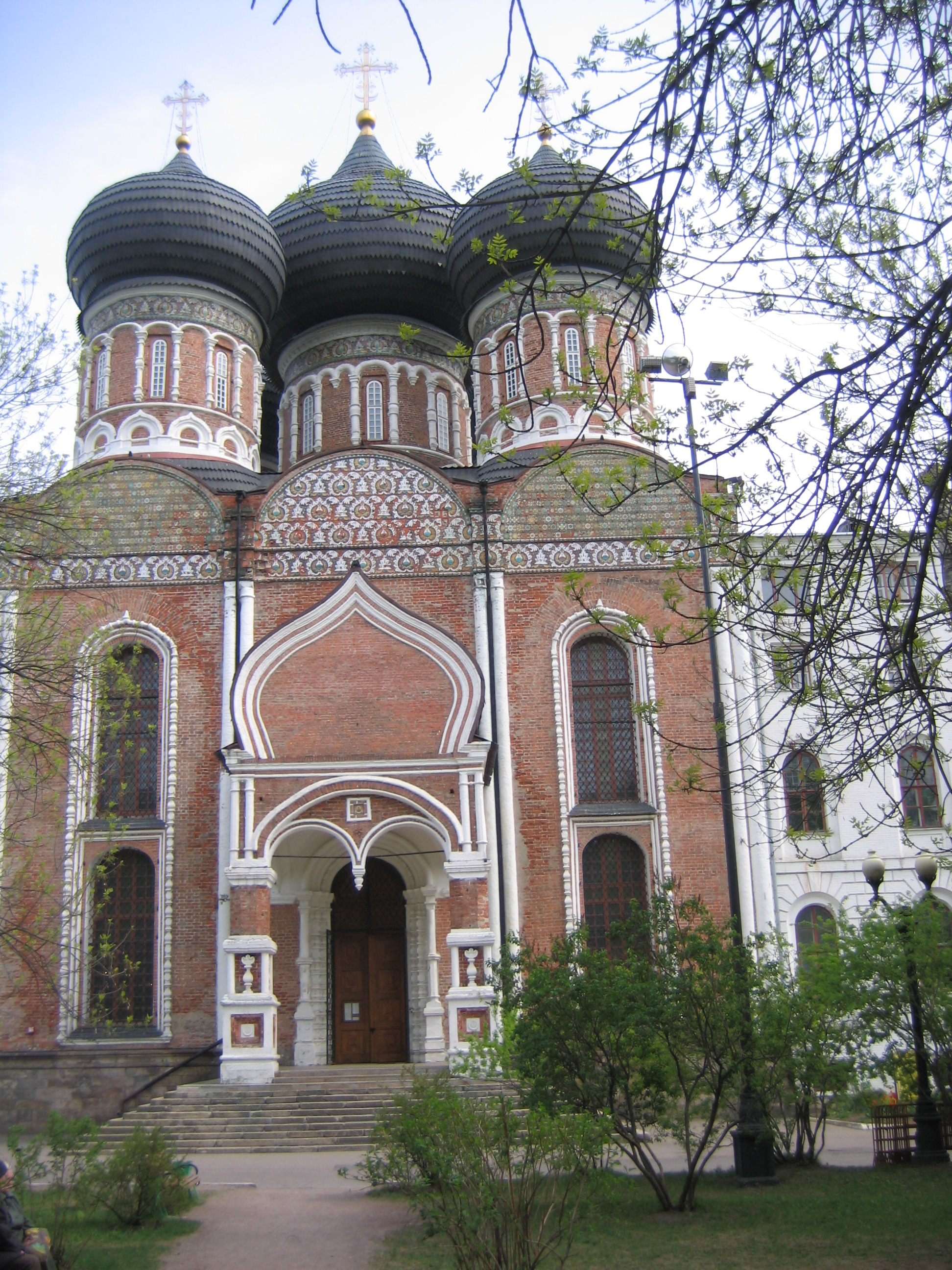
Façade de l'église de l'Intercession d'Izmaïlova